# Northiam
Northiam – wieś w Anglii, w hrabstwie East Sussex, w dystrykcie Rother. Leży 77 km na południowy wschód od Londynu. W 2007 miejscowość liczyła 2094 mieszkańców.